# Patrick Ridremont

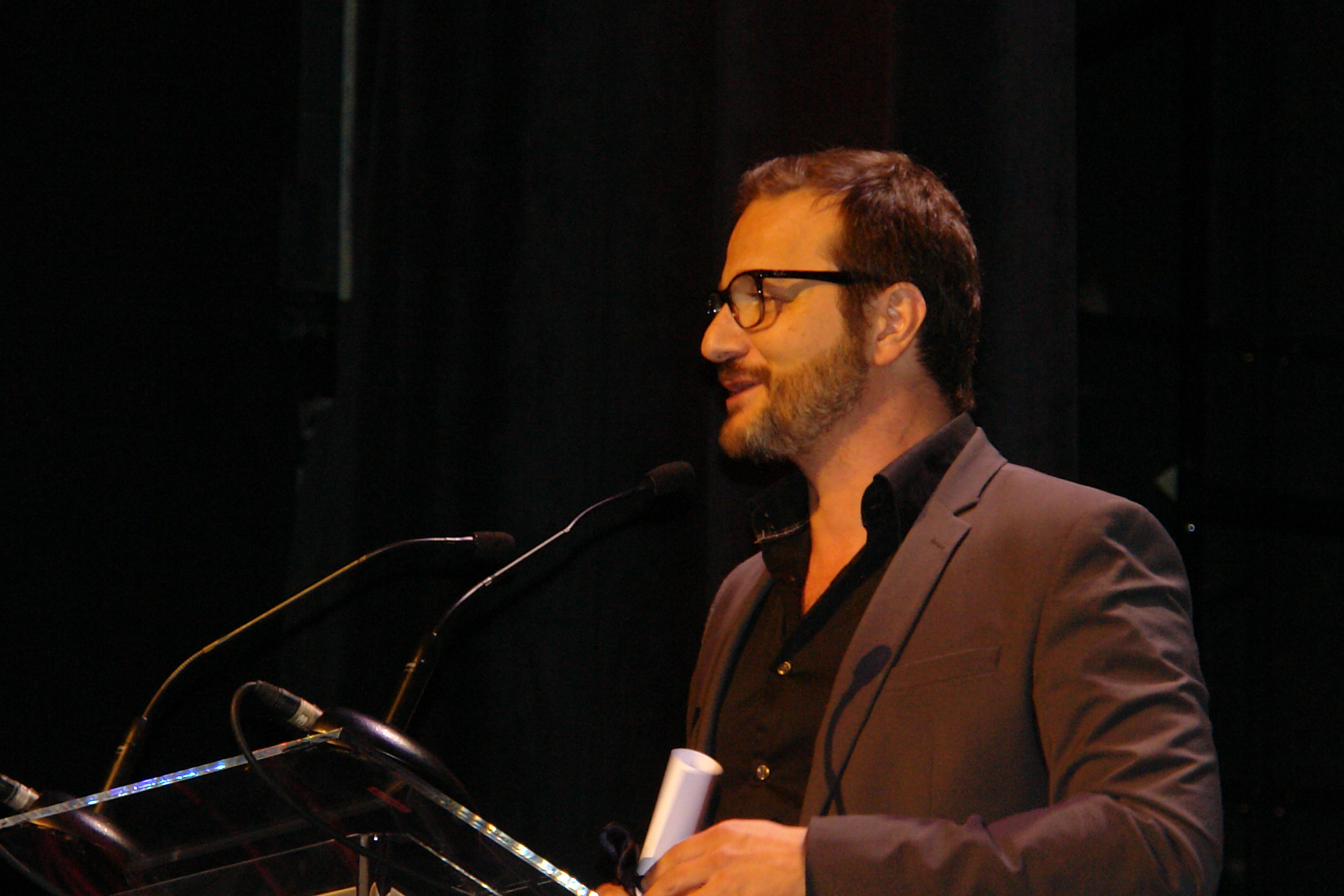
Patrick Ridremont le 5 octobre 2012 au FIFF de Namur.

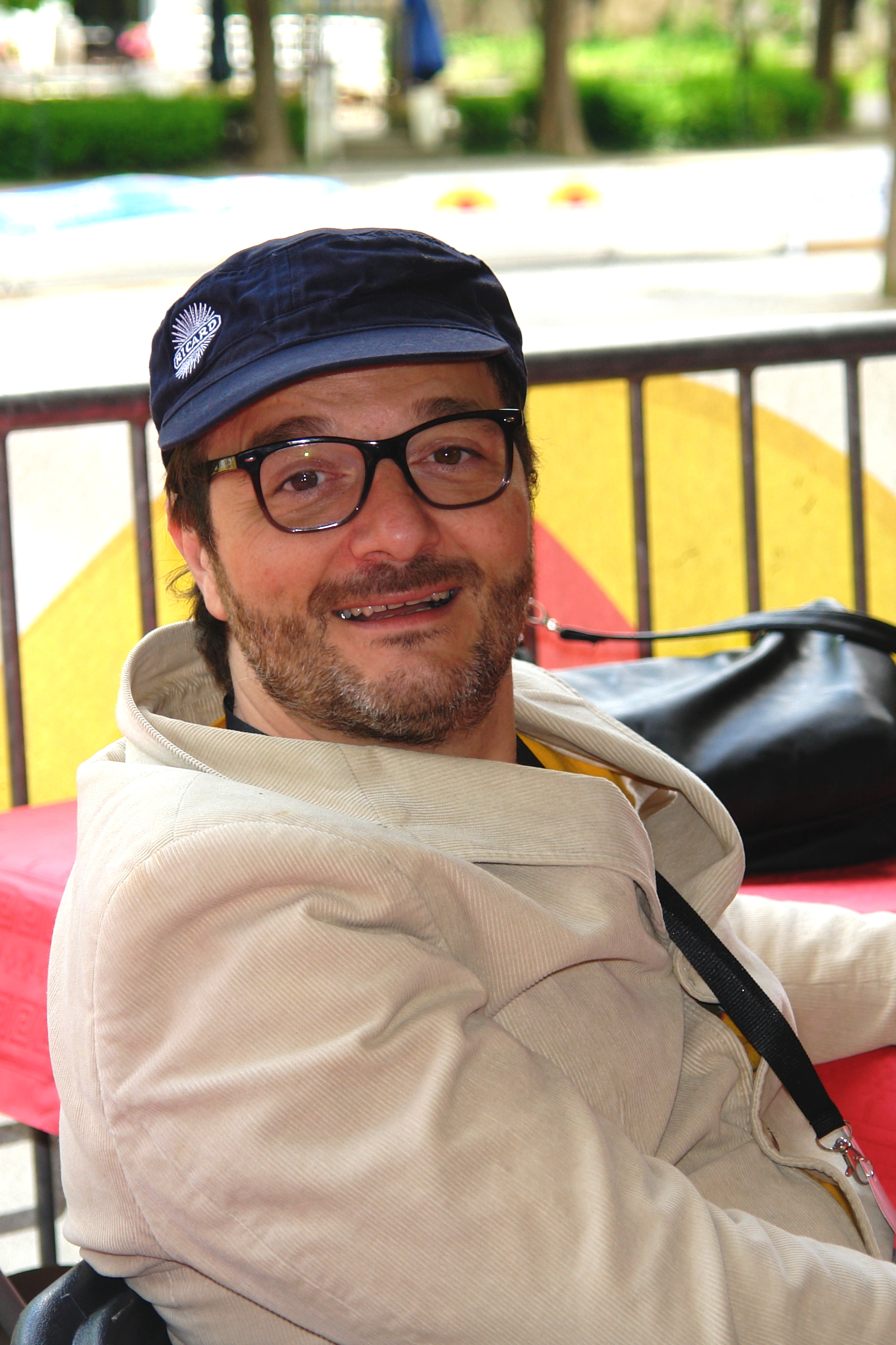
Les stars ont les boules, en juin 2012 avec Patrick Ridremont.

Patrick Ridremont est un comédien et réalisateur belge, né le 9 août 1967 à Léopoldville (actuelle Kinshasa) en république démocratique du Congo.

## Jeunesse et formation
Revenu vivre avec sa famille (un père belge gaumais et une mère d'origine italienne) dans le Brabant à l'âge de 5 ans, il exerce le scoutisme à l'Unité Saint-Michel de Wavre avant de poursuivre des études d'art dramatique à l'Institut des arts de diffusion de Louvain-la-Neuve entre 1986 et 1990. À partir de l'année académique 2009-2010, il devient professeur de techniques et pratique du son et de la radio à l'Institut des hautes études des communications sociales à Bruxelles.

## Ligue d'improvisation
Patrick Ridremont est un ancien jouteur de la Ligue d'improvisation belge. Il y rencontre Virginie Hocq, Olivier Leborgne ainsi que Jean-Claude Dubiez, et devient champion du monde dans cette discipline en 1999 au Québec.

## Spectacles
- The Two-men Show, avec son complice et ami Olivier Leborgne.
- L'Impro Show, avec Olivier Leborgne et Jean-Claude Dubiez.
- Il a écrit le deuxième spectacle de Virginie Hocq (mise en scène d'Olivier Leborgne).
- Il a joué dans quantité de pièces comme La Veuve rusée, Peines d'amour perdues, L'Affrontement, entre autres.
- De 2008 à 2010, il joue un one man show intitulé Mon cul.

## Télévision
Sur Canal+ Belgique, il fait office de voix off, notamment pour annoncer les programmes de la chaîne, puis lance avec celle-ci des capsules (émissions courtes) humoristiques dans lesquelles il joue, comme TVA, Night Shop et À louer (toutes trois avec Olivier Leborgne), ou encore Ring Ring.
Sur la RTBF, il anime des émissions comme 100 % télé, Oh mon bateau, 60 secondes, Ceci n'est pas le bêtisier 2004, Ceci n'est pas de la tévé, etc.

## Vie privée
Patrick Ridremont a eu trois filles avec Arielle Harcq. Il a été marié pendant trois ans à Virginie Efira ; le couple s’est séparé en 2005.

## Filmographie

### En tant qu'acteur

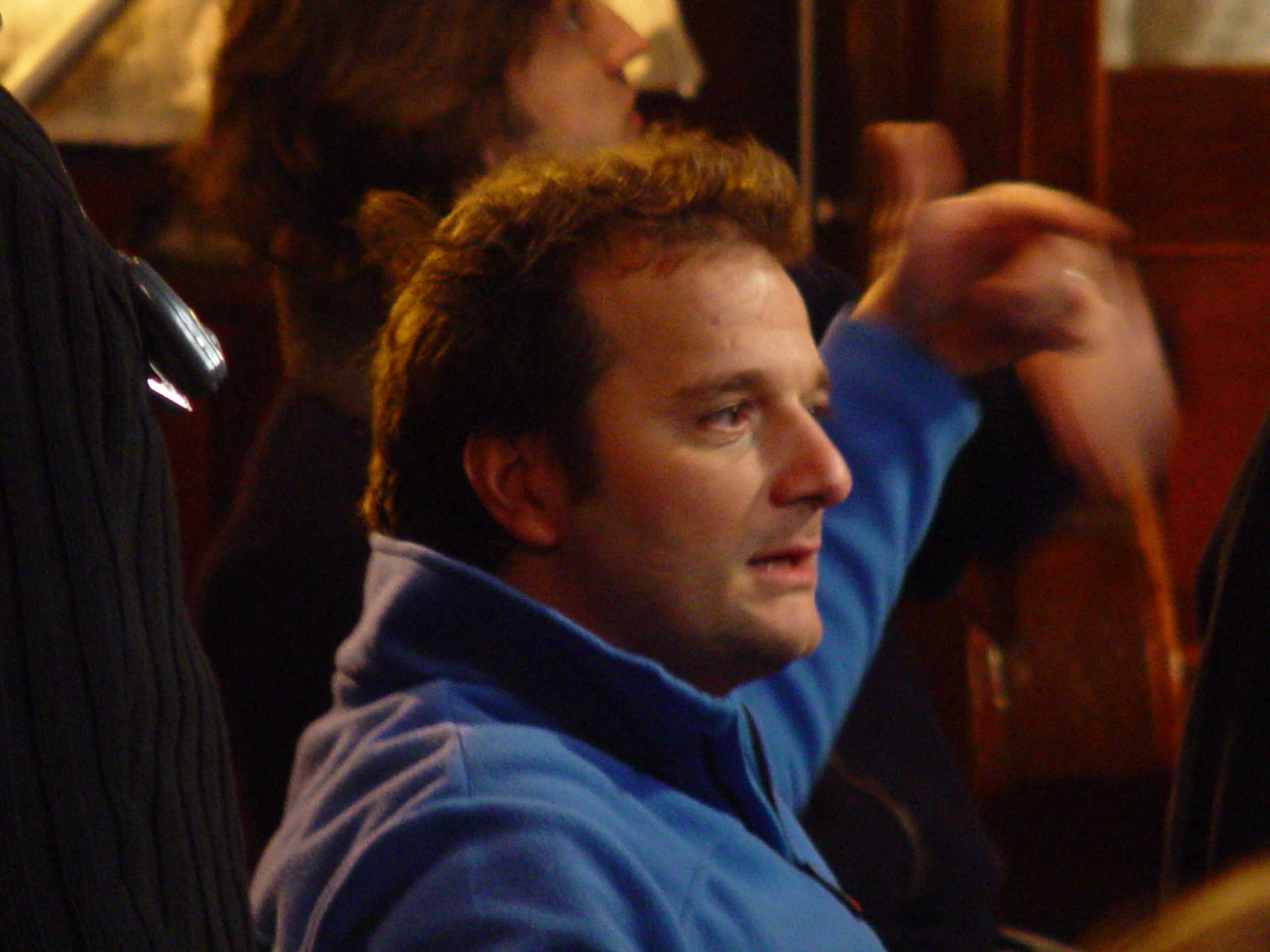
Patrick Ridremont sur le tournage de Comme sur des roulettes en 2004.

- Patrick Ridremont sur le tournage de Comme sur des roulettes en 2004.2001 : Mauvais genres de François Girod
- 2005 : Comme sur des roulettes de Jean-Paul Lilienfeld
- 2006 : De si vieux amis (court-métrage ) de Michael Alalouf
- 2007 : Mamie (court métrage) de Michaël Alalouf
- 2007 : Deux sœurs (court métrage) de Emmanuel Jespers
- 2010 : Zéro zéro belge de Pascal Rocteur
- 2010 : Une vie de chat d'Alain Gagnol et Jean-Loup Felicioli : un truand (voix)
- 2010 : La Chance de ma vie de Nicolas Cuche
- 2011 : BXL/USA, téléfilm de Gaëtan Bevernaege
- 2012 : Dead Man Talking
- 2014 : Kontainer Kats
- 2015 : En immersion de Philippe Haïm
- 2015 : Flic tout simplement d'Yves Rénier
- 2015 : Phantom Boy de Alain Gagnol et Jean-Loup Felicioli : le Petit Nerveux / le Casseur / l'Exterminateur (voix)
- 2016 : Radin ! de Fred Cavayé
- 2016 : Emma de Alfred Lot
- 2017 : La Forêt de Julius Berg
- 2017 : Unité 42
- 2017 : Parole contre parole de Didier Bivel
- 2018 : Les Rivières pourpres
- 2019 : Rebelles d'Allan Mauduit
- 2024 : Virage de Delphine Lemoine : Wagner

### En tant que réalisateur
- 2012 : Dead Man Talking (dans lequel il fait jouer notamment son ex-femme Virginie Efira ainsi qu'Olivier Leborgne et Jean-Claude Dubiez, ses deux complices de toujours)
- 2017 : La Station (court métrage ; Virginie Efira y apparaît également)
- 2021 : Le Calendrier (film de genre de 1h 44min / thriller, épouvante-horreur / il en est également le scénariste).

## Distinctions
- Prix du public lors de la 27e édition du Festival international du film francophone de Namur[4],[5] pour Dead Man Talking
- 2012 : Prix du public au Festival international des jeunes réalisateurs de Saint-Jean-de-Luz pour Dead Man Talking
- 2012 : Prix du public et Prix jeune du meilleur film au Festival de la Réunion pour Dead Man Talking

## Voix off
Patrick Ridremont est une voix célèbre en Belgique, qu'on peut entendre très régulièrement dans différents domaines : voix off (voir section Télévision), d'innombrables publicités à la radio et à la télévision et la plupart des annonces de concerts, pièces de théâtre ou spectacles, toujours sur ces deux médias. Il a également participé à de grands événements institutionnels comme les Fêtes de Wallonie à Namur, l'inauguration de la Grand-Place rénovée à Nivelles en 2011 et le 950e anniversaire de la collégiale Sainte-Gertrude (1996) où il incarne la voix de la collégiale dans un spectacle son et lumière.

### Création de voix
- 2023 : Nina et le Secret du hérisson : Lupin

## Autres
En septembre 2006, il reprend le restaurant « Un des sens » près de la place Flagey à Bruxelles.
Il a été vu en tenue d'Adam dans une publicité pour McDonald's s'intitulant Rien à cacher.
Il habite les galeries royales Saint-Hubert à Bruxelles.